# Ozimops ridei
Ozimops ridei is een vleermuis uit het geslacht Ozimops die voorkomt langs de Australische oostkust in bossen van Cooktown (Queensland) tot het westen van Victoria, westelijk tot de westelijke hellingen van het Groot Australisch Scheidingsgebergte. Deze soort heeft een volledig bruine vacht. De kop-romplengte bedraagt 45 tot 48 mm, de staartlengte 18 tot 25 mm, de voorarmlengte 30,6 tot 34,2 mm en het gewicht 6,8 tot 11,5 g.